# スルタン・マァムド空港
スルタン・マァムド空港（スルタン・マァムドくうこう、マレー語 : Lapangan Terbang Sultan Mahmud 、英語 : Sultan Mahmud Airport）は、マレーシア、トレンガヌ州クアラトレンガヌにある空港。

## 施設
滑走路は04/22方向に2,012m (6,600 ft) の長さの物が1本あり、誘導路は無く航空機は滑走路の両端で折り返す。

## 就航航空会社と就航都市

### 国内線
| 航空会社       | 就航地                                             |
| -------------- | -------------------------------------------------- |
| マレーシア航空 | クアラルンプール国際空港（クアラルンプール）       |
| エアアジア     | クアラルンプール国際空港（クアラルンプール）       |
| ファイアフライ | スルタン・アブドゥル・アジズ・シャー空港（スバン） |
| マリンド・エア | スルタン・アブドゥル・アジズ・シャー空港（スバン） |